# 立地特性
立地特性（りっちとくせい）とは、地理学でいう動植物の生息環境における気候や地形の特徴のことで、開発予定地や市街地の気候や地形といった自然条件と商業環境、土地建物利用状況、社会基盤整備状況、交通環境、各種地域資源など社会的状況の総体。
都市環境を把握するうえで重要な条件であり、的確な計画条件把捉および課題抽出、方針検討の基礎的情報である。